# 宋庆龄
宋庆龄（1893年1月27日—1981年5月29日），曾用名宋庆林、宋庆琳，罗马拼音：，曾用英文名，20世纪中国政治人物、社会活动家，原正国级领导人，也是孫中山的遺孀，宋氏家族成员。宋庆龄为迄今唯一一位女性及非中國共產黨黨籍身份履行中华人民共和国國家元首職權者，後在臨終前15天加入中共。
在北伐期間，她堅持孙中山的遺志，捍衛「聯俄容共」的政策，反对国民党發動“清党”。抗战爆发后，宋庆龄通电支持国共合作，并和宋家姐妹以「團結合作」的面貌示人。抗戰勝利後，她力争实现和平建国，反对内战。国共内战时期，与蔣介石及宋家決裂并支持中国共产党。中华人民共和国成立后，先后出任中央人民政府副主席、全国政协副主席、国家副主席（1968—1972年代行国家主席职权）、全国人大常委会副委员长（1976—1978年代行国家元首职权）等职，成为中华人民共和国历史上首位女性国家元首，亦位居国家主要领导人之列。宋庆龄积极投身社会福利事业，抗战时期曾主持筹建中国福利会，并为国共两党及受难民众筹措资金。共和国成立后历任救总主席、全国妇联名誉主席、民革中央名誉主席等职。 1951年她被选为中国人民保卫儿童全国委员会主席，她创办的《儿童时代》杂志是中華人民共和國最早的儿童读物之一。1952年与郭沫若等人发起“ 亚洲及太平洋区域和平会议 ”，并率中国代表团参加在北京召开的亚太区域和平会议，被选为联络委员会主席。
1981年5月，她获全国人大常委会授予“中华人民共和国名誉主席”称号，是迄今为止唯一一位获得这一荣誉称号的人士。同月末，她因病于北京去世，享年88岁。

## 荣衔
中华人民共和国时期，宋庆龄曾经代理国家元首的职务，1981年5月，在她弥留之际，全国人大常委会决定授予宋庆龄“中华人民共和国名誉主席”称号，为至今唯一拥有“国家名誉主席”称号的人士，中共中央政治局也批准她加入中国共产党。宋庆龄被中共尊称为“先生”、“孙夫人”；被总理周恩来誉为“国之瑰宝”（后中共中央总书记江泽民正式题字；有同名纪录片）；中华人民共和国官方评价为“伟大的爱国主义、民主主义、国际主义、共产主义战士”。

## 生平

### 早年生涯

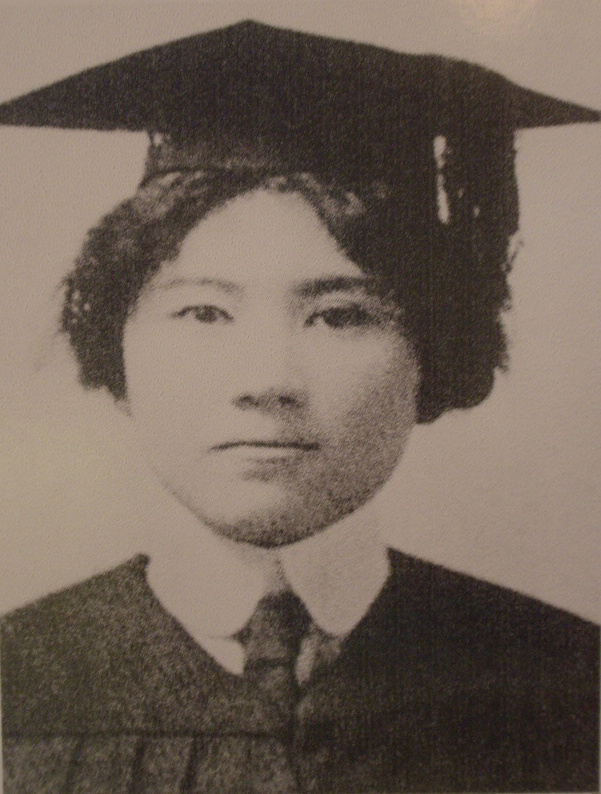
宋慶齡衛斯理安學院畢業照

宋慶齡籍貫海南島文昌（1988年前屬廣東省）。宋慶齡出生於1893年1月27日。關於出生地点有两种说法：一种观点认为出生于上海公共租界东有恒路628号C（今東余杭路530號）；另一种观点认为出生在川沙厅城。父親是監理會傳教士及富商宋嘉澍（原名韓教准），是北宋三朝宰相韩琦的二十九代孙，母親倪桂珍。宋慶齡洋名是Rosamond。7岁时，她入读上海中西女塾。
宋慶齡在上海中西女塾（今上海市第三女子中学）高中畢業后，1907年14岁时赴美国留學。先入紐澤西州斯密特城私立学校学习外语，其后考入歷史悠久、位於乔治亚州的衛斯理安學院獲得文學系學士學位。就学期间，曾先后在校刊发表《受外国教育的留学生对中国之影响》、《二十世纪最伟大的事件》等文。1913年6月畢業，8月29日到達日本橫濱。8月30日到達東京:95。1914年底與父母回上海:121。

### 结婚与婚后生活
1914年，在日本接替大姐宋霭龄擔任孫中山英文秘書，與孫相戀。雖然孫是宋家20年的朋友，宋慶齡和孫的婚事遭到其父宋嘉澍等人極力反對，因為孫比她年長27歲。孫與盧慕貞分居多年，協議離婚:102。孫還有一兒兩女。只有當時還在美國讀書的宋美齡對二姐表示支持。宋慶齡被軟禁在上海家中，從窗口逃出後，奔赴日本。

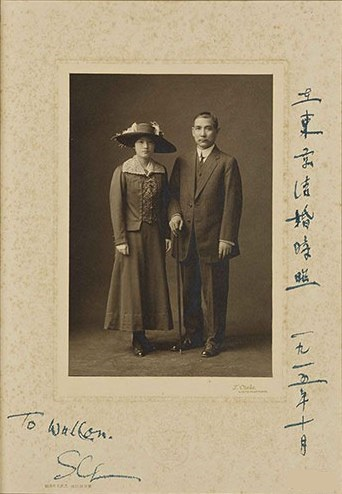
1915年10月，宋庆龄与孙中山在日本东京结婚。

1915年10月7日，孫派朱卓文從東京啟程赴上海去見宋慶齡，出示孫電文及孫與盧之協議離婚書:406。10月25日，孫與宋慶齡在日本東京結婚:102。宋慶齡作為孫戰友、助手和學生，稱：「我願意這樣獻身於革命。」:11210月25日孫與其在日本東京結婚，向同志聲言：「我愛我國，我愛我妻。我不是神，我是人。我是革命者，我不能受社會惡習所支配。」:611宋嘉澍趕到日本，但未能及時阻止婚禮。宋慶齡從父親與孫之交談中，「得悉我們的民國處在很大危險之中，因為袁世凱陰謀推翻它。一些國家在道義上和財政上支持著袁世凱，因為他們被其狡猾的外交手腕及其手下陰險毒辣的宣傳所欺騙。我國民眾之聲被壓制。革命事業似乎無望。孫的某些追隨者，在絕望中把革命事業看作失敗的事業而放棄了」:609。
婚后，继续担任秘书工作。二人在1916年5月结束流亡后，由日本回上海。并于1917年7月离沪赴穗，南下参加护法运动。1918年8月，第一次护法运动失败，宋庆龄随孙中山由广州回到上海，协助其著书立说，总结经验。并代其起草电文，处理公务。

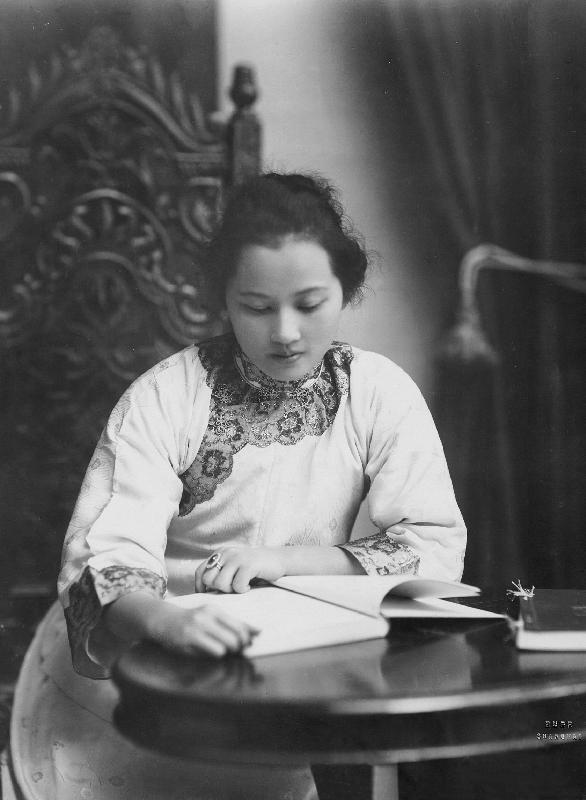
宋庆龄在上海，1920年

1920年11月，粤军攻克广州，宋随孙中山离沪赴穗，再次组织护法军政府。并于1921年夏，在广州发动妇女组织“出征军人慰劳会”，任会长，并亲临广西梧州前线慰问战士。12月，为支持北伐，又率红十字会员抵桂林。1922年5月，她偕红十字会会员多人，随孙中山从广州到韶关督师。6月，陳炯明叛變事件中，宋慶齡堅持讓孫中山先走，稱「中國可以沒有我，但不能沒有你。」宋慶齡在逃亡過程中不幸流產，後終身未再有孕。同月，离穗返沪，用英文写出《广州脱险》一文。
1922年8月，她陪同孙中山与李大钊会晤、参与孙中山与共产国际代表越飞的会谈，这次会谈确立孙中山“聯俄容共”政策。2月，随孙中山离沪赴穗，重建大元帅府。
1924年11月，宋庆龄陪同孙中山由广州赴北京，经上海取道日本北上，与冯玉祥举行会谈。次年3月12日，孙中山在北京逝世。12月，由沪赴穗。
孫中山病故後，宋慶齡于1926年1月當選為中国国民党中央执行委员会委員。宋庆龄在国民党二大上号召团结合作，共同实现孙中山的遗愿。在宋庆龄与会共产党人及其他国民党左派人士共同努力下，大会坚持联俄、联共、扶助农工三大政策，推延了革命联营的分裂，为北伐赢得了时间。随着北伐胜利进军，掀起了全国的革命高潮。她频繁参加群众大会，不遗余力宣传三大政策；她在汉口创办妇女政治训练班，培养大批妇女干部；同何香凝等人组织北伐红十字会，策划战时救济工作。宋庆龄的行动，有力支持和配合了北伐战争。

12月，先期到达武汉的国民党中央执行委员和国民政府委员紧急召开临时联席会议，成立临时的领导核心五人委员会，包括宋庆龄、陈友仁、蒋作宾、吴玉章和鲍罗廷，左派控制武汉国民政府（1927年元旦，国民政府正式宣布迁都武汉）。

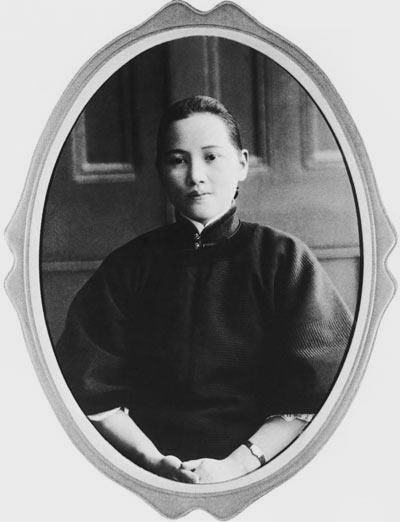
宋庆龄（1927年）

1927年1月3日，示威工人占领汉口英租界后，宋庆龄说服陈友仁和鲍罗廷，武汉国民政府迅速收回汉口英租界，而让法租界和日租界暂时保持原状。4月，當時中國國民黨中，蔣介石一系的南京阵营在上海發動“清黨”。在如何對待中國共產黨的問題上，宋慶齡发表通电，谴责蒋介石，堅持「聯俄容共」的政策，反对“清党”，並堅決反對其妹宋美齡嫁給蔣介石。7月份，宋慶齡發表《為抗議違反孫中山的革命原則和政策的聲明》，聲稱「有些領導過革命的人走上歧途」，從此與蔣介石一系決裂。在南昌起义中，她被推选为由周恩来等25人组成的中国国民党革命委员会委员，并担任7人主席团成员。起义当天，她和毛泽东等22人以国民党中央委员名义发表宣言，号召一切革命者团结一致，继承孙中山遗志。“继续为反帝国主义与实行解决土地问题奋斗”。7月15日，汪精衛也發動“清黨”，8月份，宋慶齡和陈友仁在赴蘇聯莫斯科之前发表声明称：“国共两党有合作的必要。中国共产党无疑是中国内部革命力量中最大的动力。”以後旅居歐洲多年。
1928年3月，离开苏联前往德国柏林。1929年5月，回国参加在南京举行的孙中山的国葬仪式。行前发表《关于不参与国民党任何工作的声明》。1931年8月因母親去世，宋庆龄回到上海。之后迅速投入争取民主权利的革命斗争。她得知邓演达被蒋介石杀害的消息后，于12月19日发表宣言，予以声讨：“惟有以工农政策为基础的党才能为社会主义打下基础，才能粉碎军阀势力并摆脱帝国主义的枷锁”。
九一八事变后，民族危机日益加深，抗日救国运动不断高涨。宋庆龄拥护中国共产党停止内战，一致抗日的主张，支持中国军民英勇抗战，努力推动抗战、团结、进步各项主张实施，她利用自己的特殊身份和崇高威望，在国共两党之间架起沟通的桥梁，为建立广泛的抗日民族统一战线而努力。
早于1933年5月初，宋慶齡由共产国际派駐中國代表發展秘密加入共產國際。據廖承志回憶，宋慶齡曾代表共產國際與他秘密接頭，調查叛徒名單，並且說「儘管過了將近五十年，但那短暫的不及半小時的每一分鐘，我都記得清清楚楚」。而且共產國際代表評價她「對秘密工作有著很深刻的理解」。

### 抗战时期

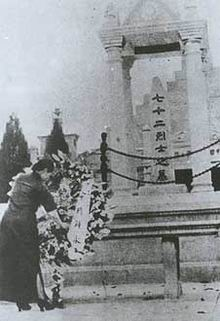
1938年8月，宋庆龄避走廣州，向黃花崗七十二烈士墓献花圈

1932年1月，“一·二八”事变爆发，宋庆龄到真如、吴淞前线慰问十九路军将士。同月，与杨杏佛、何香凝等创办“国民伤兵医院”，亲任理事，主管医院事务。她盛赞十九路军“以血肉为中国争一线生机，使世界知中国尚有不可侮之军队与民气”，大大鼓舞了士气民心。她被誉为“敢死之救国女杰”赢得了国内外正义之士的高度赞扬。7月，组成“牛兰夫妇救援委员会”。8月，被世界反对帝国主义战争委员会推选为名誉主席。12月，与蔡元培等发起组织中国民权保障同盟，营救了大批中共「革命者和爱国志士」。
1932年12月，她联络中外进步人士与知识界、文化界代表，在上海成立中国民权保障同盟，积极营救被捕的革命者，努力争取释放狱中的“政治犯”，“相信革命一定会建立自己的权利，建立中国的统一、独立和完整”。同盟成立以后，宋庆龄同志充分运用之间的影响力和号召力，保护和营救了大批中国共产党人和爱国民主人士。宋庆龄同志的努力，对推动抗日救亡、争取人民民主权利的斗发挥了极其重要的作用。
1933年年初，帮助越南的胡志明与法国共产党领导人进行接触，恢复了胡与越共的联系。2月，在上海寓所与鲁迅、蔡元培等欢迎来华访问的英国作家蕭伯纳。9月，在上海组织召开世界反对帝国主义战争委员会远东反战大会，发表题为《中国的自由与反战斗争》的演说，并被推选为远东反帝反战同盟中国分会主席。她与中国共产党合作组成党的外围组织“国民御侮自救会”，并担任会长。她在成立大会上宣传在国民党统治区被封锁的中国共产党的政治主张，提出停止向苏维埃区域的进攻，共同抗击日本帝国主义的侵略。
1934年4月，在中国共产党提出的《中华人民对日作战基本纲领》上签名，呼吁发起抗日救国的民族自卫战争。8月，与何香凝等千人发起组织中华民族武装自卫委员会，任主席。
1935年8月1日，中国向苏维埃政府、中国共产党中央发表全国人民团结起来，停止内战，一致抗日（八一宣言）。宋庆龄与何香凝、柳亚子、经亨颐等率先响应，影响巨大。
1936年初，中共派出李云，负责宋庆龄与中共地下党之间传递国民党高层的情报；1936年3月，宋庆龄向毛泽东派去医生马海德，6月又派去斯诺，11月借给毛泽东5万美元。
1936年5月，与马相伯、沈钧儒等在上海成立“全国各界救国联合会”，任执行委员。12月，西安事变爆发，宋庆龄主张和平解决西安事变。1937年7月，在上海寓所会见赴庐山与蒋介石商谈国共合作的周恩来、秦邦宪、林伯渠等人。11月，她发表《关于国共合作的声明》，表明拥护抗日民族统一战线的立场。12月，从上海赴香港。
1936年底西安事變爆发，宋庆龄以团结抗日的大局为重，主张在蒋介石答应停止内战、实行抗日的条件下释放蒋。这与中国共产党的主张不谋而合。西安事变和平解决后，十年内战的局面基本结束。但是國共再次合作後，她也沒有重新加入國民黨。抗日戰爭期間，宋氏三姐妹再度聯合，在重慶期間，宋美齡與宋慶齡之間有一條特殊電話專線「2080」。宋氏三姐妹曾多次共同出現在公眾面前，以「團結合作」的面貌示人。
1936年6月，宋庆龄同志当选为全国各界救国联合会执行委员。在她的主持和参与下，救国会通过纪念孙中山先生诞辰70周年活动、举办鲁迅葬礼以及营救沈钧儒等“七君子”的救国入狱行动，激励了千千万万的人加入抗日救亡战线。
宋庆龄同志为促成第二次国共合作的实现和抗日民族统一战线的形成作出了巨大贡献。
1937年2月，在国民党五届三中全会上，她与何香凝、冯玉祥等联名提出《恢复中山先生手订联俄、联共、扶助农工三大政策案》，力促国民党改变立场，团结抗日，她强调“内战必须不再发生，和平统一必须实现”。宋庆龄同志铿锵有力的话语，“有如穿透阴霾的霞光，给水深火热中的中国人民，带来了鼓舞和希望”。
全国抗战爆发后，针对不少人对抗战缺乏信心，甚至产生“恐日”情绪的状况，她写下了《中国是不可征服的》一文，深刻揭示“日本的经济和社会结构是不能支持一场对中国人民的长期战争的”。抗战期间，宋庆龄同志发表大量文章和演讲，阐明了坚持抗日的坚定立场和坚决主张。
1938年3月，发表《向全世界的妇女申诉》一文。6月，在香港发起组织“保卫中国同盟”，致力于战时医疗救济和儿童福利工作，并主要为北方的中共控制区筹集资金和物资。她先后介绍国际友人马海德、斯诺、白求恩、柯棣华等到抗日根据地工作。1939年3月，在香港的国际妇女节集会上，发表题为《关于援助游击队战士的呼吁》的演说。11月，发表《真正实现中国的独立》一文。
1941年1月發生皖南事變，宋慶齡就此事件通電譴責國民政府。
1941年11月27日，正以蒋介石私人代表的身份在美国游说增加对华军事援助的宋子文给宋美龄发来急电，要其转告二姐赶紧撤离香港：“太平洋局势严重，一触即发，请设法使二姊速离香港。感。文。”1941年12月7日美国夏威夷时间早7点59分，发生珍珠港事件，太平洋战争爆发。8个小时后，日本军队跨过深圳河发动了对香港的闪电进攻，香港危在旦夕。12月8日，宋子文又给宋美龄发出急电，要她设法搭救二姐：“港危。可黑夜派机设法使二姊出险否？盼复。庚。”
在许多友好人士包括大姐宋霭龄的共同帮助下，12月10日宋庆龄有惊无险地撤出了香港，来到战时首都重庆。宋庆龄亲笔长信给宋子文详述脱险经过及重庆机场的“飞机运洋狗事件”真相。
宋庆龄同志到重庆后重组保卫中国同盟中央委员会，继续向国内外争取援助，支援边区和敌后抗日根据地，支援中国人民抗日战争。
为争取世界人民对中国反侵略斗争的支持，宋庆龄同志运用广泛的国际联系，动员国际力量援助中国革命，把中国抗战与国际反帝反战斗争紧密结合起来。1927年至1931年在苏联和欧洲期间，她积极参与国际反帝国主义和保卫和平运动。淞沪抗战时期，她向世界进步人士发出呼吁，得到高尔基等人的热烈响应。
1933年9月，她在上海主持召开世界反战委员会远东会议，让世界人民更多地了解并支持中国人民的反侵略斗争。
在中国人民艰苦卓绝的抗日战争中，宋庆龄同志“艰苦奋战，如千丈巨岩，顶着一浪高似一浪的冲击，在狂风暴雨中巍然屹立”。她为中国人民抗日斗争暨世界反法西斯战争的胜利作出了独特而卓越的贡献。
宋庆龄同志坚决反对内战，积极呼吁和平，她把建立新中国的全部希望寄托于中国共产党。抗日战争胜利后宋庆龄同志在国民党统治区进行大量有利于中国人民解放事业的公开的和秘密的工作，在黑暗与光明的决战中，她用自己的坚毅勇敢和智慧激情，迎接新中国的黎明。
1944年，中国共产党提出了建立民主联合政府的主张，在抗战胜利后的重要历史转折关头，又及时提出和平、民主、团结的方针，力争实现和平建国。宋庆龄同志坚决支持中国共产党的主张，支持人民反对内战、要求民主的正义斗争。

### 第二次国共内战时期

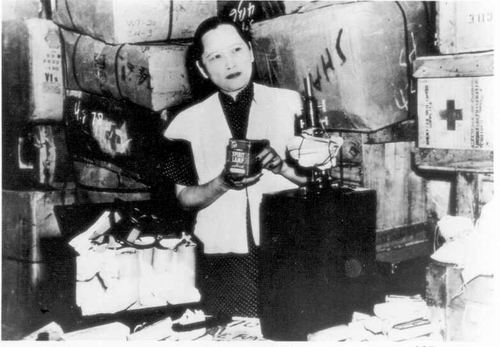
1948年，宋庆龄在中国福利基金会的發放處

1945年9月，在重庆同正与蒋介石进行和平会谈的毛泽东会见。12月，离重庆回到上海。组织中国福利基金会，从事妇幼卫生、文化教育和社会救济事业，她与董必武同志为首的中国解放区救济总会密切合作，为解放区、为人民解放军募集药品和其他物资。她写信向外国朋友、向援华团体募捐，向战后掌握着大量救济物资的联合国善后救济会总署争取援助，并将大批物资送到解放区。她介绍外国医生、护士和其他技术人员到解放区工作，她还领导中国福利基金会在上海等地进行大量赈灾和救济工作，积极配合解放上海。
1946年7月，发表《关于促成组织联合政府并呼吁美国人民制止他们的政府在军事上援助国民党的声明》。在国内外引起强烈反响，取得包括美国总统罗斯福的夫人以及美国一些国会议员在内的世界正义人士的支持，有力推动了国统区爱国民主运动的发展和高涨。
1947年4月18日，國民政府加聘宋慶齡、胡毅生、劉哲、魏懷、陳其采、許崇智、陳樹人、陳策、張鈁、堯樂博士、迪魯瓦、蕭萱、李根源為政府顧問:8336。4月23日，宋慶齡受聘為世界婦女公民協會名譽主席:8341。9月，发表声明，否认参加第一届国民大会代表的竞选。
1948年1月，中國國民黨革命委員會第一次代表大會選舉宋慶齡為名譽主席。1949年，第二次國共內戰即將結束之際，宋慶齡留在了中國大陸，沒有和宋美齡、蔣介石等一起去台灣。当年6月，中共中央委託鄧穎超，帶上毛泽东、周恩来之信專程至上海，邀请宋庆龄赴北平參加新政治協商會議，共商建国大计:43。

### 中华人民共和国成立后
1949年7月1日，在中国共产党成立28周年纪念日时，宋庆龄同志写下《向中国共产党致敬》一文，热烈欢呼人民的胜利已在眼前，称中国共产党为“我们的领导者”，满怀激情地“向中国共产党致敬”。中国共产党的领袖毛泽东、周恩来、刘少奇、朱德等一向把宋庆龄看作自己的亲密战友、同志和无产阶级先锋战士，并始终念着她的安危。
1949年9月，她应中共中央邀请，到北京参加中国人民政治协商会议第一届全体会议，被选为六位中央人民政府副主席之一。10月1日，宋庆龄作为国家副元首出席中华人民共和国开国大典。國民政府對宋慶齡簽發逮捕令，但因随后不久败退台湾而未果。与此同时，她把许多精力投入妇女与儿童的文化、教育、卫生与福利事业中。之后她一直担任中华全国民主妇女联合会名誉主席、中华人民共和国全国妇女联合会名誉主席和中国人民保卫儿童全国委员会主席职务。此外，她也组织和参加了许多国际性的反侵略战争，世界和平会议和工作。。

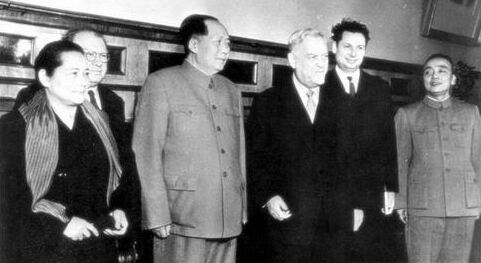
宋庆龄陪同毛泽东会见苏联部长会议主席布尔加宁。右起：杨尚昆、费德林、布尔加宁、毛泽东、苏联驻华大使尤金、宋庆龄。

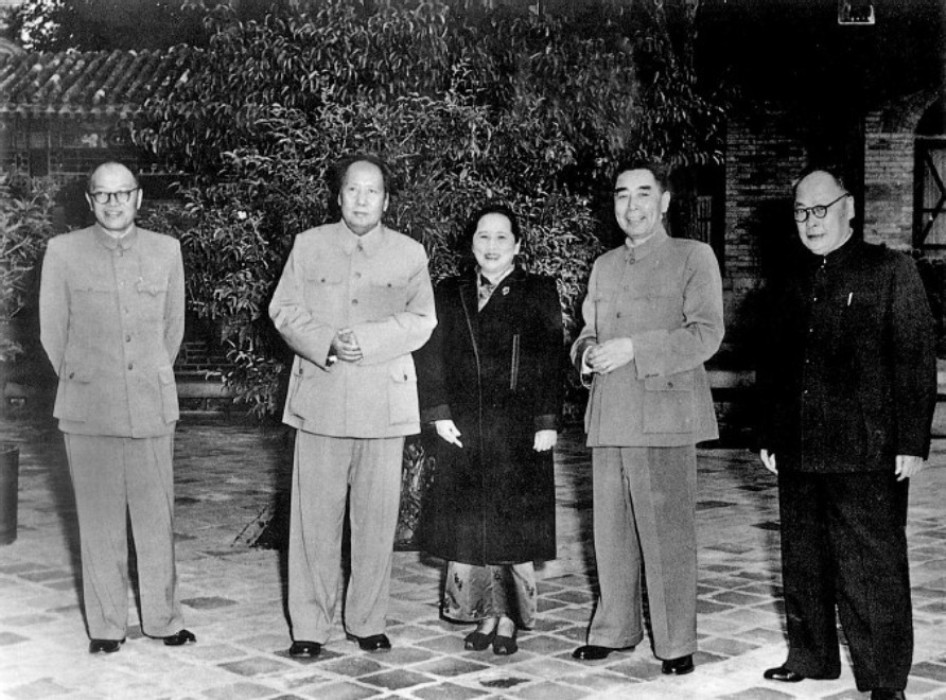
1956年10月，张闻天、毛泽东、宋庆龄、周恩来、陈毅（从左至右）在北京中南海。

中華人民共和國成立後，宋慶齡擔任中央人民政府副主席，並被推選為中国人民救济总会（简称“救总”）主席、中華全國民主婦女聯合會名譽主席。1950年代，宋慶齡曾訪問印度、緬甸、巴基斯坦和印度尼西亞。尽管成为自1949年中华人民共和国成立以来，第一位出任正国级职务的女性，位列国家主要领导人，但宋庆龄在政治方面並不活躍，而主要活躍在婦幼衛生、文化教育領域。并继续筹办基金會，為世界各地婦女和兒童的福利籌集資金。
1950年4月，宋庆龄当选为中国人民救济总会执行委员会主席。8月，将中国福利基金会改组为中国福利会，继续担任该组织执行委员会主席。11月，当选为世界和平理事会理事。
1951年被选为中国人民保卫儿童全国委员会主席，直到逝世。她创办的《儿童时代》杂志是新中国最早的儿童读物之一，一直为少年儿童所喜爱，是他们的良师益友。宋庆龄经常为少年儿童题词和撰写文章，鼓励孩子们健康成长。
9月，在北京接受“加强国际和平”斯大林国际奖，并将10万卢布的奖金全部献出，交给中国福利会作为创办中国福利会国际和平妇幼保健院之用。1952年初，创办《中国建设》杂志。10月，率领中国代表团参加在北京召开的亚洲及太平洋区域和平会议，当选为亚洲及太平洋区域和平联络委员会主席。12月，率领中国代表团出席在维也纳举行的世界人民和平大会。
1952年与郭沫若等人发起召开“亚洲及太平洋区域和平会议”，并率中国代表团参加在北京召开的亚太区域和平会议，被选为联络委员会主席。
1953年1月，中央人民政府副主席宋庆龄访问苏联，在莫斯科会见苏联部长会议主席約瑟夫·斯大林。4月，被第二次全国妇女代表大会推选为中华全国民主妇女联合会名誉主席。1954年9月，任第一届全国人民代表大会常务委员会副委员长，成为政治排名仅次于四位中共中央书记处书记毛泽东、朱德、刘少奇、周恩来的国家主要领导人。12月，当选为第二届全国政协副主席。
1955年1月，当选为中苏友好协会副会长。8月，出席纪念廖仲恺先生逝世30周年大会，并发表讲话。12月，她以全国人大副委员长身份访问印度。1956年1月，宋庆龄和中共中央对外联络部副部长廖承志到访缅甸和巴基斯坦。8月，又到访印度尼西亚。

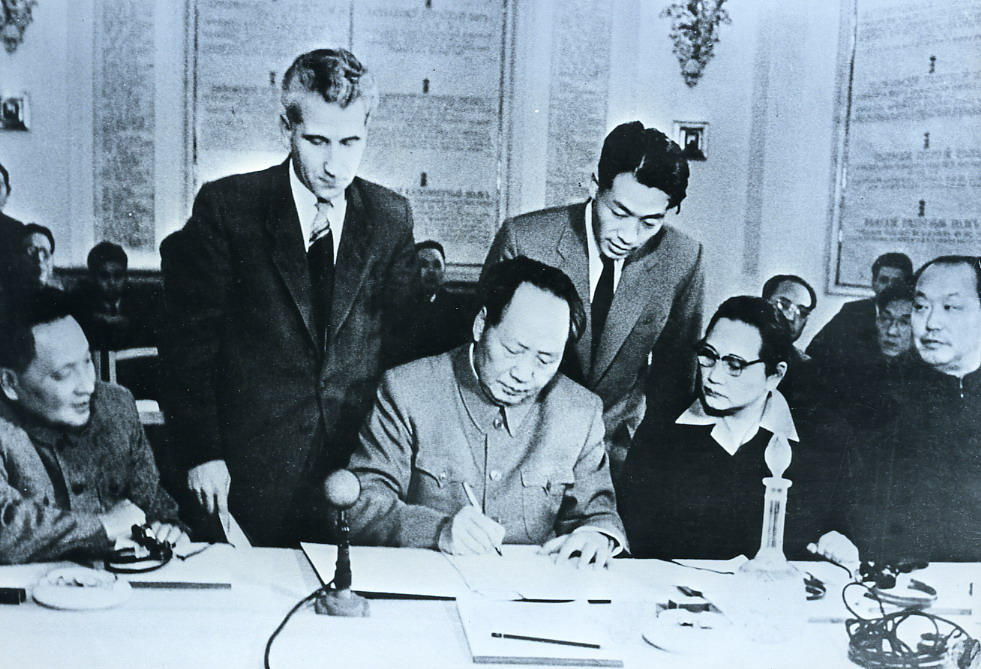
宋庆龄与毛泽东和邓小平在苏联莫斯科

1957年9月，当选为中华全国妇女联合会名誉主席。11月， 中共中央主席兼国家主席毛泽东、全国人大常委会副委员长宋庆龄到访莫斯科，会见苏联部长会议主席布尔加宁，参加社会主义国家共产党和工人党代表会议及十月革命40周年纪念活动。
1958年6月，参加庆祝中国福利会成立20周年大会，并发表讲话。1959年4月7日，第二届全国人大第一次会议召开，宋庆龄与董必武共同当选为中华人民共和国副主席，再次成为国家副元首，在官方报道顺序中排名第三，仅位列在党主席毛泽东和国家主席刘少奇之后。
1961年5月，在其上海寓所会见毛泽东。9月，任纪念辛亥革命50周年筹备委员会副主任委员。1963年4月，从上海移居北京，此后定居于后海北河沿46号官邸。
1964年1月，第三届全国人大第一次会议召开，她与董必武两人再次当选为国家副主席。1964年2月，国家副主席宋庆龄和国务院总理周恩来、外交部部长陈毅到访锡兰，并举行大范围会谈。
10月，任纪念孙中山百年诞辰筹备委员会副主任委员。1966年11月12日，在北京参加纪念孙中山诞辰100周年大会，并发表题为《孙中山——坚定不移、百折不挠的革命家》的讲话。同月，新华社受权发布消息：《宋庆龄选集》由人民出版社出版。
1966年，文化大革命期間上海的保王派红卫兵指宋家是資產階級，故把宋慶齡父母的墳墓毀壞且将尸体曝出，並對宋慶齡進行迫害，令宋慶齡的身心受到巨大傷害。在周恩來提議下，毛澤東批准了一個「一份應予保護的幹部名單」，主要包括高級民主人士和国务院组成部门主要领导，宋慶齡被列為点名保护的第一位。
1968年10月，国家主席刘少奇受到文化大革命冲击被免职及开除出党，她与另一名国家副主席董必武代理国家主席的职务。
1972年1月，国家副主席宋庆龄与毛泽东、周恩来等一起参加原外交部长陈毅的追悼会。9月，在人民大会堂参加何香凝的追悼会并致悼词。1975年1月，第四届全国人大第一次会议召开，隨着国家主席职务被正式废止，她改任全国人大常委会副委员长。
1976年1月，参加国务院总理周恩来的追悼会；7月，参加全国人大常委会委员长朱德的追悼会；9月，参加中共中央主席毛泽东的追悼会。1977年9月，参加毛泽东逝世一周年及毛主席纪念堂落成仪式。
宋庆龄与宋美龄姐妹在1949年以后没有公开往来，但在私下仍有联系。宋庆龄曾托人捎带过丝绸和中医药品，宋美龄也回赠过一些珍贵的国外产品。宋庆龄臨終時還希望宋美齡能來到中國大陸再見上最後一面，但遭到宋美齡拒絕。
1978年2月，第五届全国人民代表大会第一次会议召开，宋庆龄作为会议主席团常务主席、执行主席、常委会副委员长主持会议并作开幕讲话。其后，她连任全国人民代表大会常务委员会副委员长，中共中央副主席叶剑英当选为委员长。6月，参加庆祝中国福利会成立40周年大会。9月，在中国妇女第四次全国代表大会上致闭幕词，并当选为全国妇联名誉主席。
1979年6月，宋庆龄副委员长接见美国知名妇女访华团、美国夏威夷各界访华团。10月，以国家副元首身份在北京寓所宴请柬埔寨西哈努克亲王及其夫人。
1980年1月，参加全国政协举行的元旦茶话会。3月，主持纪念蔡元培逝世40周年大会并致词。同月，参加全国妇联为纪念三八国际劳动妇女节70周年举行的联欢会，并致祝词。5月，参加原国家主席刘少奇的追悼会。10月，任纪念辛亥革命70周年筹委会副主任委员。
1981年2月，宋庆龄的贴身仆人李燕娥去世，宋庆龄悲痛万分，为其立碑安葬于宋氏墓地。
1981年5月8日，宋庆龄坐着轮椅在人民大会堂接受加拿大维多利亚大学授予的荣誉法学博士学位并发表讲话，这也是她最后一次公开露面。
1981年5月，宋庆龄因患慢性淋巴細胞白血病和冠心病病危。5月15日晨，前来探望的原国家主席刘少奇夫人王光美受中央委派，提及宋庆龄曾于1957年申请加入中国共产党之事，询问陷入昏迷的宋庆龄是否愿意再次申请入党，重复三遍得到宋庆龄的肯定。据宋庆龄的一位传记作者记载，宋早在1957年时就有意加入中共，但被婉拒，因为她「不正式入党更有利于革命」。同来探望的中共中央政治局委员彭真当即转告中共中央总书记胡耀邦，中共中央政治局下午召开紧急会议，一致通过《关于接受宋庆龄为中国共产党正式党员的决定》，同时建议全国人民代表大会常务委员会授予其“中华人民共和国名誉主席”称号。5月16日，第五届全国人民代表大会常务委员会第十八次会议通过了《关于授予宋庆龄同志中华人民共和国名誉主席荣誉称号的决定》。

### 逝世
1981年5月29日20时18分，宋慶齡在其北京寓所病逝，享年88岁。20时40分，中国中央电视台播发中共中央、全国人大常委会、国务院公告，宣布为宋庆龄举行国葬。
宋慶齡治喪委員會曾发电邀请台北方面的宋美齡、蔣經國参加宋庆龄国葬，但电报被台北电报局拒绝收受。5月30日，宋美齡函電蔣經國，表示拒绝北京方面的邀请，不参加中华人民共和国政府举行的宋庆龄国葬。1981年6月1日，蔣經國函電宋美齡，表示宋慶齡治喪委員會的电文“詭詐邪惡自當置之不理”，并指示台湾党政军方面“提高警覺小心處理加強防務”。

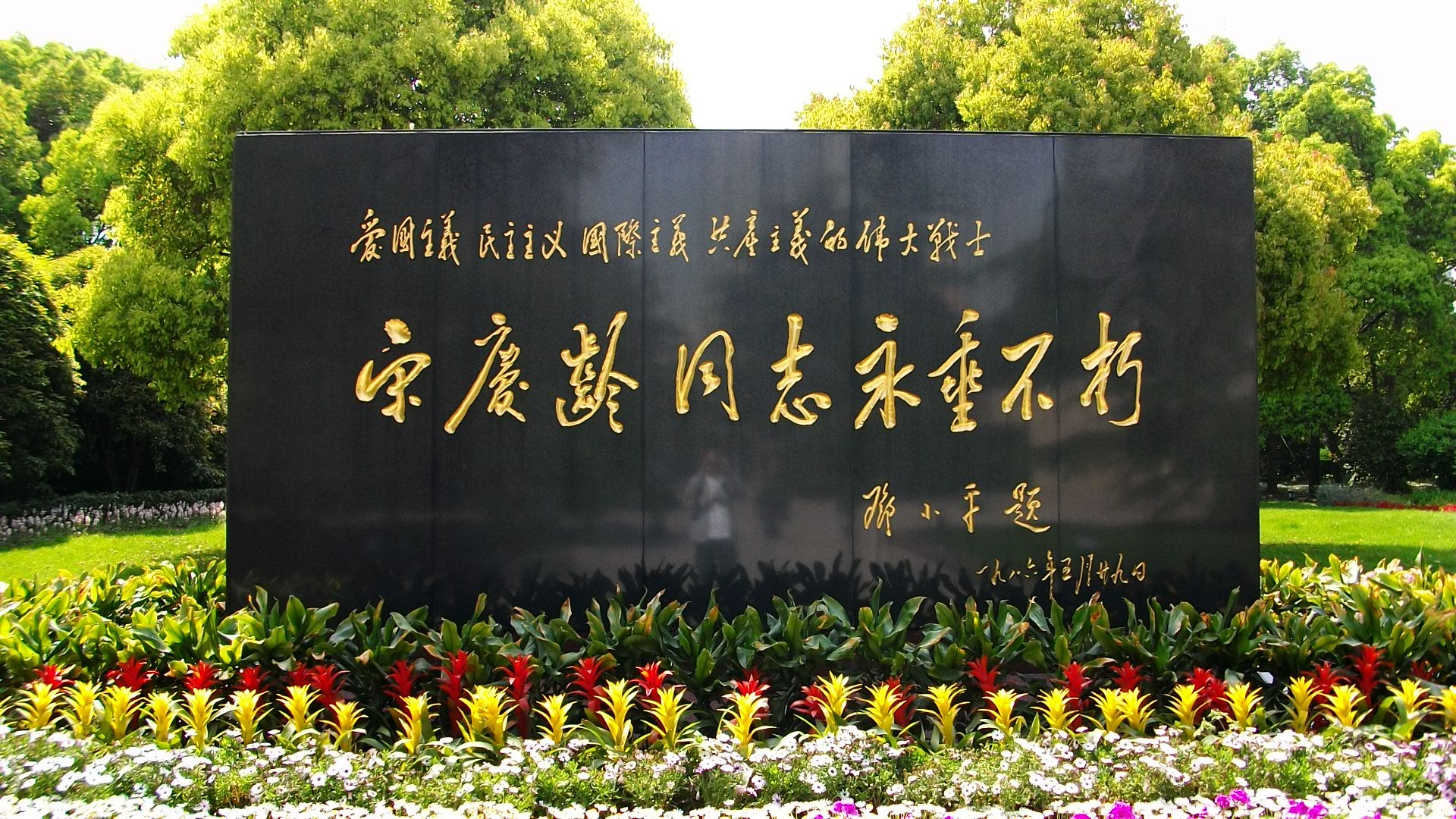
宋慶齡陵園內鄧小平題词的宋庆龄纪念碑，從中可見中国共产党和中华人民共和国政府對她的高度評價。

1981年6月3日，宋庆龄同志追悼大会在北京人民大会堂举行。時任中國共產黨中央委員會副主席兼全國政協主席邓小平致悼词。6月4日，中共中央、全国人大常委会、国务院在上海市万国公墓（后辟为中华人民共和国名誉主席宋庆龄陵园）隆重举行宋庆龄同志骨灰安葬仪式，遵照她的遗言，骨灰安葬在她父母墓地的东侧。中国共产党、全国人大、国务院为她立碑铭文以表纪念：“宋庆龄是爱国主义、民主主义、国际主义、共产主义的伟大战士。她为国家和人民所建树的丰功伟绩，将永载史册。”

## 个人生活

### 家族

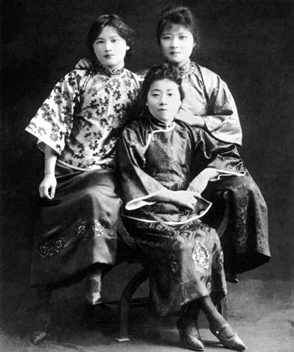
宋氏三姊妹

宋庆龄有一姊、一妹和三个弟弟。姐姐宋靄齡嫁给了孔祥熙，宋庆龄是孙中山的妻子，妹妹宋美龄嫁于蔣中正，而弟弟宋子文是國民政府的财政部部長和中央银行总裁。1948年后宋氏姐弟各奔东西：
1. 宋靄齡（1889年7月15日－1973年10月18日），移居美国。
2. 宋庆龄（1893年1月27日－1981年5月29日），留在上海，后移居北京，终葬于上海。
3. 宋子文（1894年12月4日－1971年4月26日），移居美国旧金山。
4. 宋美龄（1898年3月4日－2003年10月23日），移居台湾，蔣介石逝世后移居美国纽约。
5. 宋子良（1899年－1987年5月11日），移居纽约。
6. 宋子安（1906年－1969年2月25日），移居香港。

### 宗教信仰
宋庆龄青少年时期深切地受到过基督教的影响。宋家宗教氛围浓厚，母亲每日举行家庭祈祷，送子女到主日学，并要求他们去教堂听道。宋庆龄童年常跟随母亲不求回报外出救济穷人，体悟基督教不带任何附加条件的“博爱”。
宋庆龄婚前一直被教导不可怀疑上帝的绝对权威，与孙中山结婚后，看到了另一个“耶稣基督”。宋庆龄认为，孙中山“从来没有感觉到耶稣教义和他自己的主义之间有任何矛盾。对他来说，社会革命就是把基督教义付诸实施。”基督教教义中提倡的平等与博爱，成为他们进行革命的武器。随着年龄、阅历和科学文化的提高，宋庆龄愈益淡化宗教观念而强化国家、民族及社会的意识和责任感。
宋庆龄从1950年代开始有否认基督教的无神论主义言论，这与当时中国共产党对宗教的态度有关。1966年，宋庆龄致函友人爱泼斯坦，在信中否认孙中山是虔诚的基督徒，明确表示她和孙中山俩人是彻底的无神论者。宋庆龄回忆道：「孫中山明確地告訴我，他從來不信甚麽上帝，他也不相信傳教士（他們不是「偽善者」就是「受了誤導」）」。但基督教教义的部分精神深深地留存于宋庆龄心中。1978年，宋庆龄致函日本友人仁木富美子坦言：“在我头脑中，还残留着《圣经》的博爱思想。”

### 人物轶事
少共国际全权代表塞奇·达林曾在1922年到广州拜访孙中山，他在回忆录中明确地说：孙中山“给我介绍了他的夫人宋庆龄，她当时三十二岁，但看起来要还要年轻一些，她同丈夫讲的是英文，因她是在国外长大的，不懂中文。”这里“不懂中文”应指不会讲国语。宋庆龄当时既不会讲国语，也不会粤语，而孙中山也不会上海话。她跟孙中山之间除了英语，没有别的选择。宋任穷的回忆也侧面证实了宋庆龄最擅长的语言并非国语，1981年5月15日，在宋庆龄病重之际，宋任穷与廖承志受命到宋庆龄病床前传达中共中央关于接收她为共产党员的决定，廖承志“先用汉语讲一遍，后用英语又讲了一遍，传达了政治局会议的决定……”
宋庆龄一生酷爱读书。书，书，到处是书，证明了宋庆龄对知识的渴求。无论是参观孙中山与宋庆龄在上海共同生活的故居，还是孙中山逝世后宋庆龄个人在北京和上海的故居，人们都会惊奇得看到这一事实。他们的藏书可以看出他们的现代化以及他们广泛的兴趣。
宋庆龄养鸽子不只是因为他喜欢这种文雅的飞禽，还因为纪念孙中山——他喜欢鸽子，重要的是鸽子象征着和平。
她爱鸽子，每天亲自喂它们、看着它们。她学会鸽子的叫声，鸽子一听到就都飞回来。她去世后，这群鸽子还留在花园里，总共有100多只，常在过道上吃食，在天空中组成美观和充满生气的队形上下翱翔。
宋庆龄还利用工作之余绘制花卉、动物小品。宋庆龄喜爱音乐，尤其弹钢琴，直到八十高龄，在一天辛勤工作之余，也常在卧室里一面弹钢琴（她从不在公众面前弹）一面哼着她小时候听父亲唱的一些歌曲，作为休息。在上海和北京的宋庆龄故居中，同一些新的爱国革命歌曲放在一起的有她父亲留下来的不少歌曲书，其中有《纳什维尔第一卫理公会身圣公会教堂青年赞美诗歌》（1907年印制、上有“C．J．Soong，Shanghai．”[宋查理，上海]的签名）、《合唱及独唱歌曲集》（福音传教士艾拉·桑基作）。
宋庆龄对烹饪情有独钟，宋庆龄的妈妈把做美国饭的窍门和乐趣都传给了她。在漫长而卓越的一生中，宋庆龄有时系上围裙，照着国外朋友寄来的新食谱试制；在北京时她会问来访的外国朋友喜欢吃什么，然后是出人预料地是自己下厨去做些“家常菜”来款待他们。在北京的故居书架上至今仍然放着《纽约时报》出版的百科全书式的食谱以及其他各种风味的食谱。甚至有犹太食谱和在美国被称作“宾西法尼亚州荷兰菜”的食谱。

## 人物评价
中国共产党、全国人大和国务院为她立碑铭文以表纪念，并指出：“宋庆龄是爱国主义、民主主义、国际主义、共产主义的伟大战士。她为国家和人民所建树的丰功伟绩，将永载史册。”“宋庆龄同志是一颗闪烁着革命光辉的灿烂巨星，永远放射出美丽耀眼的光芒。”

## 著作
- 《实行孙中山的遣嘱》1937年
- 《回忆孙中山》1956年

文集
- 《宋庆龄选集》1966年人民出版社、中华书局
- 《宋庆龄选集》上下卷1992年人民出版社
- 《宋庆龄来往书信选集》1995年上海人民出版社
- 《宋庆龄书信集》上下册1999年人民出版社
- 《宋庆龄书信集（续编）》2004年人民出版社

## 荣誉

### 外国勋奖
- 柬埔寨王国
  -  大十字级柬埔寨王家勋章（1956年2月18日于北京颁发[61]）